# Linhartice
Linhartice (en allemand : Ranigsdorf) est une commune du district de Svitavy, dans la région de Pardubice, en République tchèque. Sa population s'élevait à 616 habitants en 2024.

## Géographie
Linhartice est arrosée par la rivière Třebůvka et se trouve à 3 km à l'est de Moravská Třebová, à 17 km à l'est de Svitavy, à 73 km au sud-est de Pardubice et à 166 km à l'est-sud-est de Prague.
La commune est limitée par Staré Město au nord, par Gruna à l'est, par Rozstání au sud, et par Moravská Třebová à l'ouest.

## Histoire
La première mention écrite du village date de 1365.

## Galerie

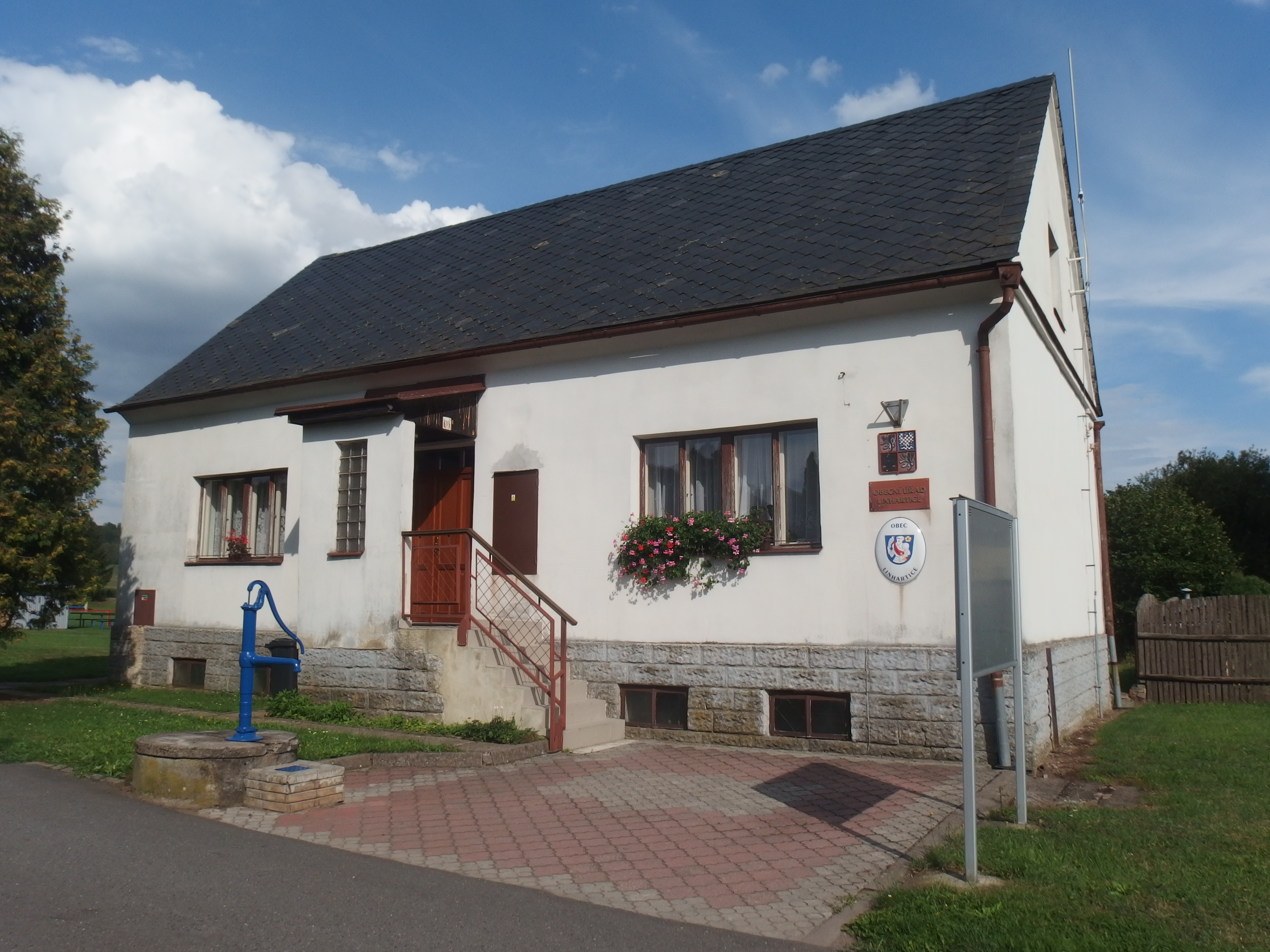
Linhartice : la mairie.
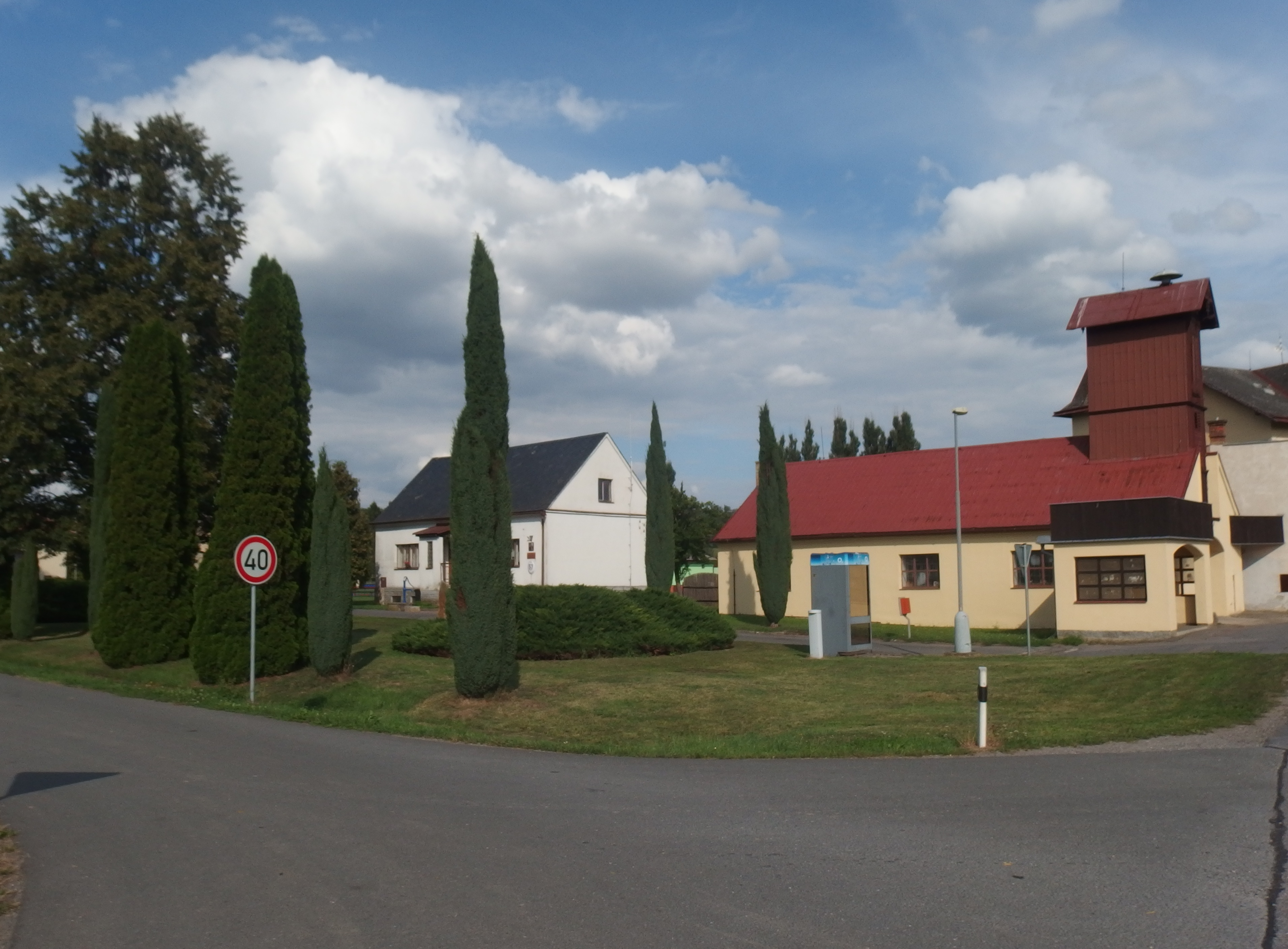
Centre de Linhartice.

## Transports
Par la route, Linhartice se trouve à 2,5 km de Moravská Třebová, à 19 km de Svitavy, à 84 km de Pardubice et à 230 km de Prague. 